# Alain Van Lancker
Alain Van Lancker (París, 15 de maig de 1947) és un ciclista francès que fou professional des del 1969 fins al 1975. Va destacar en el ciclisme en pista especialment a les curses de sis dies.

## Palmarès en pista
- 1969
  - 1r als Sis dies de Mont-real (amb Jacky Mourioux)
- 1970
  - 1r als Sis dies de Münster (amb Klaus Bugdahl)
- 1971
  - 1r als Sis dies de Grenoble 1 (amb Peter Post)
  - 1r als Sis dies de Grenoble 2 (amb Jacky Mourioux)
- 1972
  - 1r als Sis dies de Dortmund (amb Patrick Sercu)
  - 1r als Sis dies de Grenoble (amb Cyrille Guimard)
- 1973
  -  Campió de França en Mig Fons
  - 1r als Sis dies de Colònia (amb Patrick Sercu)
- 1974
  - 1r als Sis dies de Grenoble (amb Jacky Mourioux)